# Ercé-près-Liffré
 Ercé-près-Liffré  es una población y comuna francesa, situada en la región de Bretaña, departamento de Ille y Vilaine, en el distrito de Rennes y cantón de Liffré.

## Demografía
| 868 | 813 | 763 | 1024 | 1122 | 1364 |
| Para los censos de 1962 a 1999 la población legal corresponde a la población sin duplicidades (Fuente: INSEE [Consultar]) |     |     |      |      |      |